# Economía de Vietnam

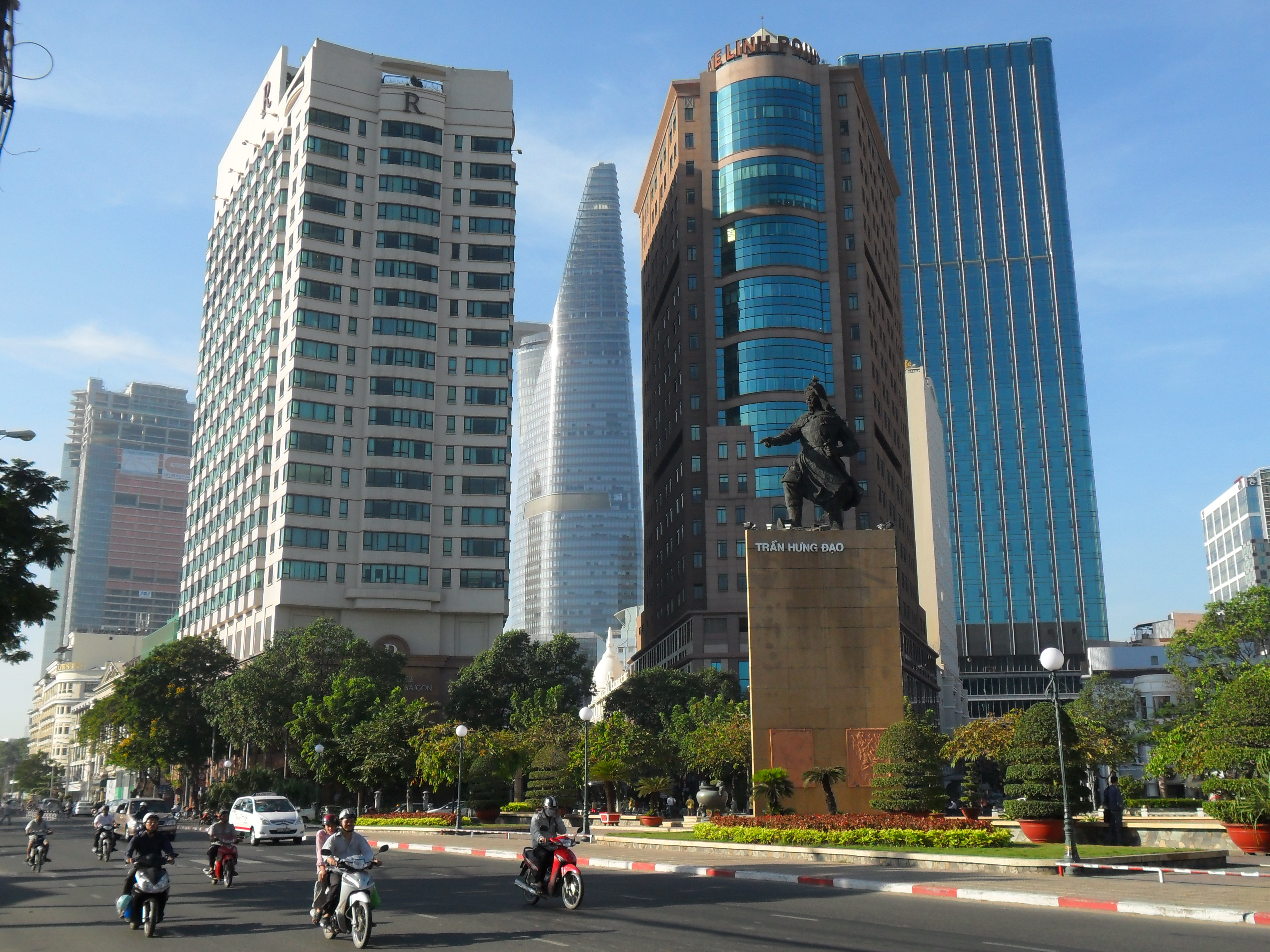
La Ciudad Ho Chi Minh es el centro financiero de Vietnam.

Vietnam es un país densamente poblado, con una economía en desarrollo que está en transición hacia una economía abierta desde 1986. En los últimos años, las autoridades del país reafirmaron el compromiso con la modernización. Tras casi completamente arrasado durante la guerra del Vietnam, en los últimos veinte años el país se recuperó y amplió sus sectores más importantes: agricultura, industria y minería. En enero de 2007 Vietnam ingresó en la Organización Mundial del Comercio, lo que atrajo industrias más competitivas y vueltas a la exportación.
Vietnam tiene una Economía socialista de mercado, con ciertos caracteres similares al modelo económico de China. Su producto interior bruto ha crecido con fuerza en los últimos años, a una media del 8% anual, durante los que se ha reducido la tasa de pobreza hasta el 12% de la población. Desde el comienzo de la crisis económica de 2008, el crecimiento se ha ralentizado hasta situarse alrededor del 6%.
El resurgimiento económico se inició a partir del Doi moi, que fue un conjunto de reformas emprendidas en 1986, de forma simultánea con la caída del bloque soviético , y que supusieron el reconocimiento de la propiedad y la iniciativa privada, la progresiva apertura a la inversión extranjera y una apertura comercial al exterior. 
Su incorporación a la OMC, en 2007, y su integración en la Asociación de Naciones del Sudeste Asiático han supuesto su integración plena en el comercio mundial, con una paulatina reducción de aranceles y la liberalización de determinados sectores que le ha permitido también beneficiarse de la entrada de nuevas inversiones extranjeras que han jugado un papel fundamental en su industrialización. No se han producido grandes avances en la mejora de la eficiencia de los grandes grupos empresariales públicos, que se caracterizan por inversiones ineficientes y por una gestión heterodoxa.

## Comercio exterior
En 2020, el país fue el 19.º exportador más grande del mundo (318.200 millones de dólares, el 1,7% del total mundial). En importaciones, en 2019, fue el 18 mayor importador del mundo: U$ 271.100 millones.

## Sector primario

### Agricultura
Vietnam produjo, en 2018:

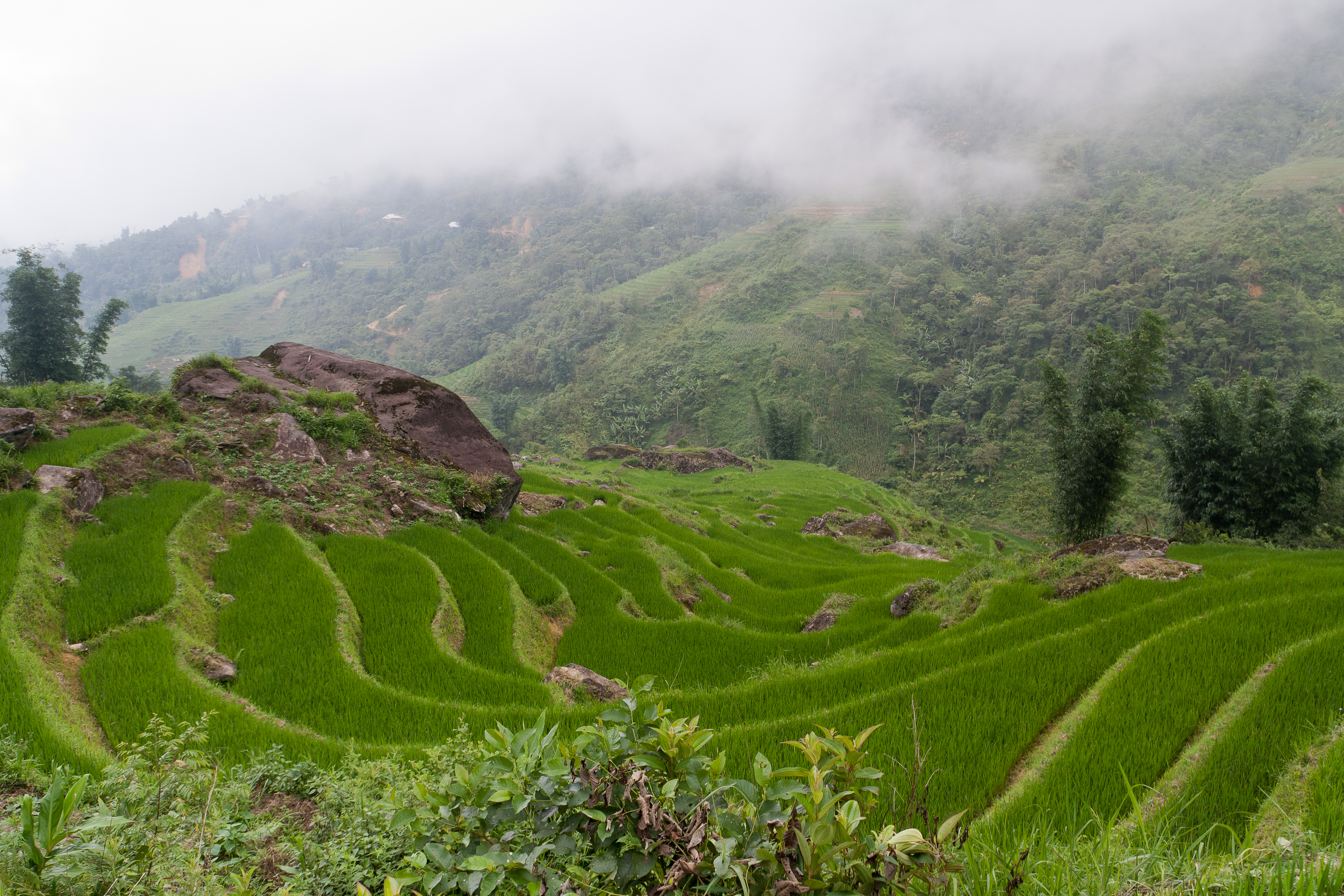
Terrazas de arroz en Sa Pa.

- 44,0 millones de toneladas de arroz (quinto productor mundial, detrás de China, India, Indonesia y Bangladés);
- 17,9 millones de toneladas de caña de azúcar (16.º productor mundial);
- 14,8 millones de toneladas de verdura;
- 9,8 millones de toneladas de mandioca (séptimo productor mundial);
- 4,8 millones de toneladas de maíz;
- 2,6 millones de toneladas de anacardo (mayor productor del mundo);
- 2,0 millones de toneladas de banano (vigésimo mayor productor del mundo);
- 1,6 millones de toneladas de café (segundo productor mundial, solo detrás de Brasil);
- 1,5 millones de toneladas de coco (sexto productor mundial);
- 1,3 millones de toneladas de batata (noveno productor mundial);
- 1,2 millones de toneladas de sandía;
- 1,1 millones de toneladas de caucho natural (tercer productor mundial, detrás de Tailandia e Indonesia);
- 852 mil toneladas de naranja (18.º productor mundial);
- 779 mil toneladas de mango (incluido mangostán y guayaba);
- 654 mil toneladas de piña (12.º productor mundial);
- 270 mil toneladas de té (sexto productor mundial);

Además de producciones más pequeñas de otros productos agrícolas.
Bienes como anacardos, café y té son considerados 'cash crops', productos de alto valor que se exportan y generan importantes divisas para el país.

### Ganadería
En 2018, Vietnam fue el quinto productor mundial de carne de cerdo (3,8 millones de toneladas). Este año el país también produjo 839 mil toneladas de carne de pollo, 334 mil toneladas de carne de res, 936 millones de litros de leche de vaca, 20 mil toneladas de miel, entre otros .

## Sector secundario

### Industria
El Banco Mundial enumera los principales países productores cada año, según el valor total de la producción. Según la lista de 2019, Vietnam tenía la 41.ª industria más valiosa del mundo ($ 43.1 mil millones).
En 2019, Vietnam fue el 33.º productor más grande de  vehículos en el mundo (250 mil) y el 14.º productor más grande de acero (20,1 millones de toneladas). En 2016, el país fue el tercer mayor productor de zapatos del mundo. En 2018, el país fue el cuarto productor mundial de aceite de coco (167 mil toneladas).
Debido al crecimiento salarial de la población china en los últimos años, Vietnam ha atraído varias industrias que estaban instaladas anteriormente en China, debido a la mano de obra más barata y la infraestructura local razonable. El país se ha convertido en una Mini-China, y en dos décadas, ha dejado la situación de ser un país pobre, dependiente de la agricultura, y ya se ha convertido en un país de economía media.

### Minería
En 2019, el país fue el noveno productor mundial de antimonio; El décimo productor de estaño en el mundo; el undécimo productor de bauxita; el duodécimo productor mundial de titanio; el decimotercer productor mundial de manganeso y el noveno productor mundial de fosfato. El país también es uno de los mayores productores del mundo de rubí, zafiro, topacio y espinela.

### Energía

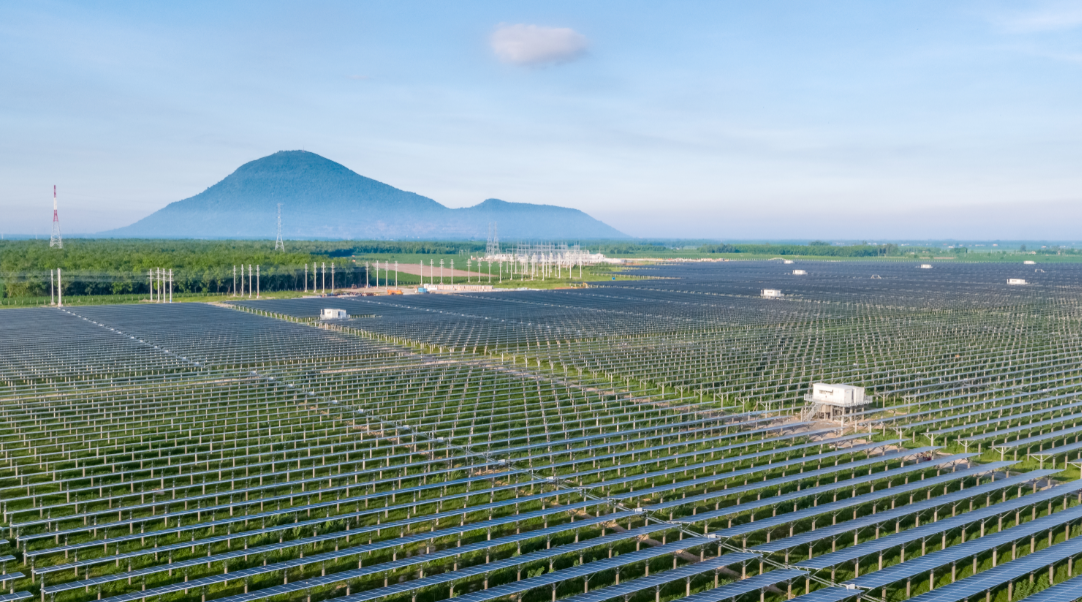
El complejo de energía solar Dau Tieng es el parque solar más grande del sudeste asiático.

En energías no renovables, en 2020, el país fue el 34.º productor mundial de petróleo, extrayendo 193,2 mil barriles / día. En 2019, el país consumió 528.000 barriles / día (32.º mayor consumidor del mundo). En 2017, Vietnam fue el 41.º productor mundial de gas natural, 9,8 mil millones de m³ por año. En 2019, el país ocupaba el puesto número 50 en consumo de gas (9900 millones de m³ por año). En la producción de carbón, el país fue el 18 más grande del mundo en 2018: 38,1 millones de toneladas.
En energías renovables, en 2020, Vietnam fue el 42.º productor de energía eólica del mundo, con 0,3 GW de potencia instalada, y el 8.º productor de energía solar del mundo, con 16, 5 GW de potencia instalada. En 2019 el país fue el decimotercer país más grande del mundo en potencia instalada de energía hidroeléctrica: 16.8 GW.

## Sector terciario

### Turismo

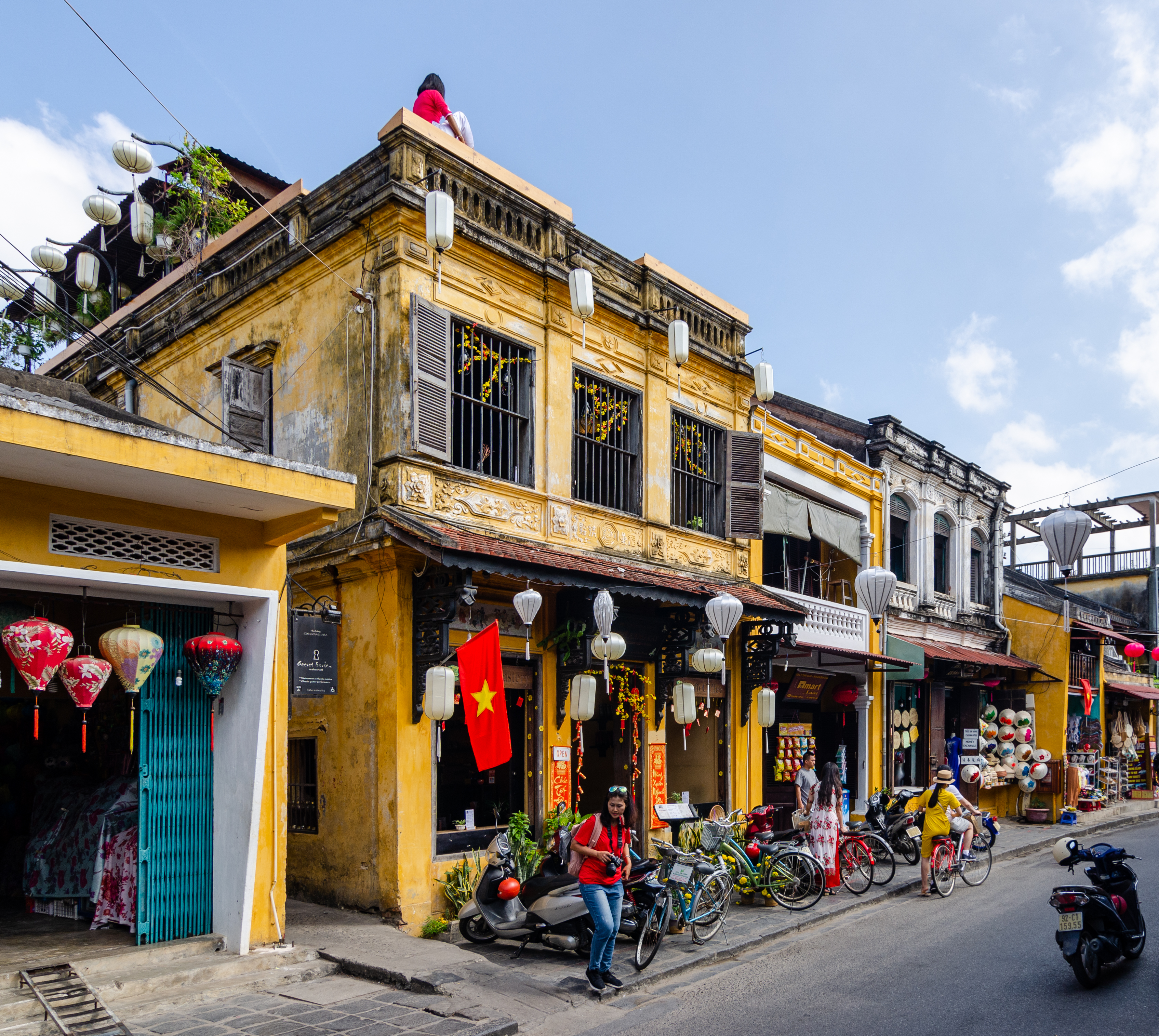
Ciudad antigua de Hoi An, un destino turístico popular en Vietnam.

En 2018, Vietnam fue el vigésimo sexto país más visitado del mundo, con 15,4 millones de turistas internacionales. Los ingresos por turismo este año fueron de $ 10 mil millones.

## Producto interno bruto
Vietnam es todavía un país pobre, con un PIB PPA de 227 200 millones de USD (est. 2004). Esto significa unos 2.700 US$ per cápita. El crecimiento impresionante se debe principalmente a un punto de partida muy bajo y a una alta tasa de inflación. El poder adquisitivo del público ha aumentado notoriamente. La razón radica en los altos precios de las propiedades. En Hanói, la capital, los precios de los inmuebles pueden ser tan altos como en Tokio o Nueva York. Esto ha asombrado a muchas personas, porque el PIB per cápita es de unos US$ 1000 al año. Estos precios también han aumentado gracias en parte a la corrupción y al soborno de parte de muchos oficiales gubernamentales.

## PIB tasa de crecimiento
5,8% (2011 est.)  6,8% (2010 est.)  5,3% (2009 est.) Definición: Esta variable da el crecimiento anual del PIB ajustado por la inflación y expresado como un porcentaje.

## PIB per cápita

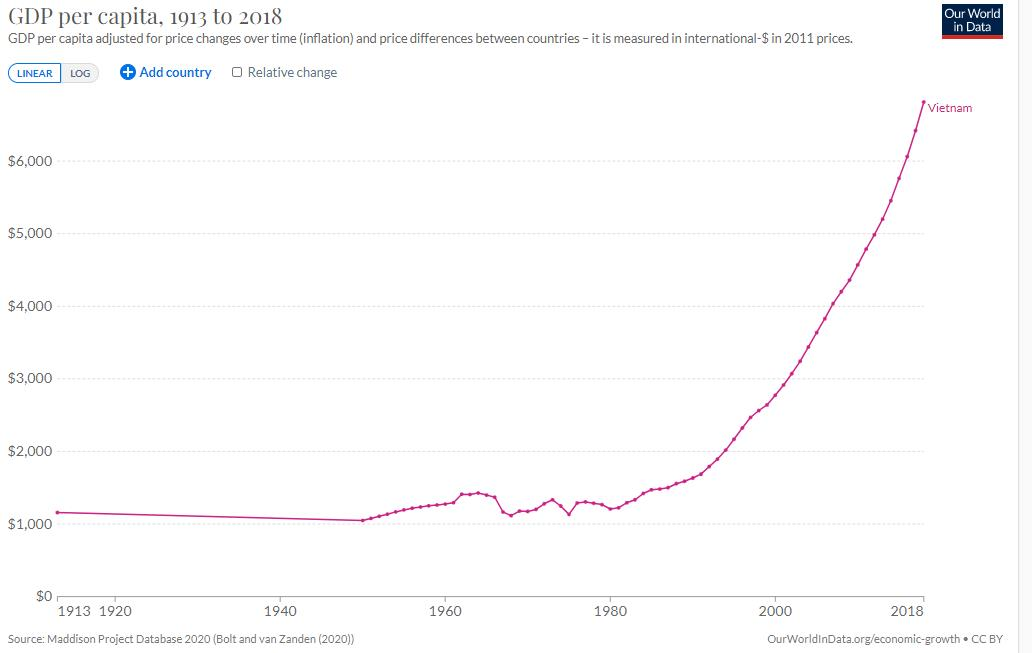
Evolución del PIB real per cápita de Vietnam.

Producto interno bruto (PIB) per cápita: $3300 (2011 est.) $3200 (2010 est.) $3000 (2009 est.)  note: está en dólares estadounidenses. Definición: Esta variable indica el PIB por paridad del poder adquisitivo dividido por la población al 1 de julio de ese mismo año.

## Composición del PIB 2012
Sólo la agricultura, la silvicultura y la acuicultura disminuyeron ligeramente desde un 2,84% en el primer trimestre a un 2,78%. Este crecimiento sectorial situó las expectativas de los analistas para este año en un 5,6%.

## Población bajo la línea de pobreza

### Salud
Esperanza de vida al nacer. (años) 75,2
La tasa de mortalidad en Vietnam se debe a su PIB. Sus productos se vuelven perecederos según su Formación Agraria de Cultura y Progreso o también en otras siglas (FACP).

### Educación
Años de educación promedio (años) 5.6 

### Ingresos
Ingreso nacional bruto (INB) per cápita (Constante 2005 internacional ) 2.805

### Desigualdad
Índice de Desarrollo Humano, ajustado por la igualdad 0.58

### Pobreza
índice de pobreza multidimensional(%) 6.1%

### Género
Índice de desigualdad de género 0,314 

### Sostenibilidad
Ahorro neto ajustado (% del INB) 16.6 

### Demografía
Población, total considerando ambos sexos (en miles) (miles) 88,792.0 

### Índices
compuestos del Valor del IDH según componentes que no constituyen ingreso 0.662